# Varanus samarensis
Varanus samarensis є видом ящірок родини Varanidae. Зустрічається на Філіппінах. Цей вид зустрічається в низинних і прибережних районах, включаючи мангрові болота, прибережні місця існування, рибні ставки та рисові поля, а також ліси. Зустрічається як у первинному, так і в вторинному лісі, і є достатньо універсальним видом.